# IC 1792
IC 1792 — галактика типу Sab (компактна витягнута галактика) у сузір'ї Трикутник.
Цей об'єкт міститься в оригінальній редакції індексного каталогу.